# Siarhiej Jorsz
Siarhiej Jorsz (biał. Сяргей Іванавіч Ёрш; ur. 29 lutego 1972 w Słonimie) – białoruski historyk i dziennikarz zajmujący się historią oporu przeciwko władzy radzieckiej na Białorusi w latach 40. i 50.

## Życiorys
Po ukończeniu szkoły średniej w Słonimie studiował na Wydziale Historii Białoruskiego Uniwersytetu Pedagogicznego im. Maksima Tanka (1989–1994). W latach 1994–1995 odbył służbę w wojsku białoruskim. Od 1995 do 1997 pełnił obowiązki dyrektora muzeum w Słonimie.
Pracował jako dziennikarz w: "Gazecie Słonimskiej" (do 2001), "Dniu" (2002) i "Naszej Niwie" (2002-2004). Wydawał czasopisma: "Głos kombatanta" (Голас камбатанта; 2000-2001), "Nasza wiara" i "Kraj Słonimski" (2000).
Zajmuje się naukowo badaniem opozycji i podziemia białoruskiego lat 40. i 50, historią Kościoła Unickiego na Białorusi oraz dziejami Ziemi Słonimskiej. W 1999 został laureatem nagrody im. Franciszka Bahuszewicza przyznawanej przez białoruski PEN Club za książkę "Вяртаньне БНП".

## Wybrane publikacje
- "Вяртаньне БНП. Асобы і дакумэнты Беларускай Незалежніцкай Партыі" (Słonim-Mińsk, 1998)
- "Антысавецкія рухі ў Беларусі. 1944—1956. Даведнік" (współautor; Mińsk 1999)
- "Слонімшчына антысавецкая" (Słonim 1999)
- "Усевалад Родзька. Правадыр беларускіх нацыяналістаў" (Mińsk 2001)
- "Беларускі нацыяналізм. Даведнік" (Mińsk 2001)
- "Рыцар Свабоды. Ксёндз Вінцэнт Гадлеўскі як ідэоляг і арганізатар беларускага нацыянальнага антынацыскага Супраціву" (Mińsk 2004)
- (wraz z Siarhiejem Horbikiem), "Беларускі супраціў" (Lwów 2006)